# Sønsteby Station
Sønsteby Station (Sønsteby holdeplass) var en jernbanestation på Bergensbanen, der lå i Flå kommune i Norge.
Stationen blev oprettet som trinbræt 2. juni 1930. Betjeningen med persontog ophørte 23. maj 1982, og 3. juni 1984 blev stationen nedlagt formelt.